# Красное (Чечерский район)
Кра́сное (бел. Краснае) — упразднённый посёлок в Ровковичском сельсовете Чечерском районе Гомельской области Беларуси.
В результате катастрофы на Чернобыльской АЭС и радиационного загрязнения жители (14 семей) в 1992 году переселены в чистые места.

## География

### Расположение
В 23 км на юго-запад от Чечерска, 21 км от железнодорожной станции Буда-Кошелёвская (на линии Гомель — Жлобин), 37 км от Гомеля.

### Гидрография
На северной окраине мелиоративный канал, соединённый с рекой Прудовка (приток реки Липа).

## Транспортная сеть
Рядом шоссе Довск — Гомель. Планировка состоит из короткой улицы, ориентированной с юго-востока на северо-запад и застроенной деревянными усадьбами.

## История
Основан в начале 1920-х годов переселенцами из соседних деревень на бывших помещичьих землях. В 1926 году в Светиловичском районе Гомельского округа. В 1931 году организован колхоз. 6 жителей погибли на фронтах Великой Отечественной войны. Согласно переписи 1959 года входил в состав колхоза имени А. А. Жданава (центр — деревня Холочье).

## Население

### Численность
- 1992 год — жители (14 семей) переселены.

### Динамика
- 1926 год — 2 двора, 7 жителей.
- 1959 год — 93 жителя (согласно переписи).
- 1992 год — жители (14 семей) переселены.